# Podglavica (Chorwacja)
Podglavica – wieś w Chorwacji, w żupanii szybenicko-knińskiej, w gminie Rogoznica. W 2011 roku liczyła 242 mieszkańców.